# Музей авіації та космонавтики (Париж)
Музей авіації та космонавтики (фр. Musée de l'Air et de l'Espace) — авіаційний музей у Парижі. Музей розташований в приміщеннях колишнього аеровокзалу Ле Бурже в паризькому передмісті Ле Бурже і є одним з найбільших авіакосмічних музеїв світу.

## Загальні дані
Музей відкритий щодня крім понеділків. Вихідні: 1 січня (Новий Рік) та 25 грудня (католицьке Різдво).
Години роботи:
- влітку (з 1 квітня по 30 вересня) з 10:00 до 18:00
- взимку (з 1 жовтня по 31 березня) з 10:00 до 17:00

Відвідування постійної експозиції музею безкоштовно. Автостоянка платна.
На території музею функціонує планетарій.

## Історія
1919 року Альбер Како (фр. Albert Caquot), начальник технічної авіаслужби (фр. Chef du Service Technique Aéronautique) запропонував міністру оборони (на той час «міністру війни», фр. Ministre de la Guerre) створити музей аеронавтики. Отримавши згоду, він зібрав перші екземпляри для нового музею, який відкрився в тому ж році в Іссі-ле-Муліно (фр. Issy-les-Moulineaux) під назвою Консерваторія аеронавтики фр. Conservatoire de l'Aéronautique.
1921 року музей переїхав у Шале-Медон (фр. Chalais-Meudon), змінивши назву на Музей авіації (фр. Musée de l'Air).
1974 року Париж відкрив новий аеропорт — імені Шарля де Голля. У наступному ж році Музей Авіації та Космонавтики зайняв приміщення колишнього аеропорту Ле Бурже.
Отримавши нові приміщення, музей активно розширив свою колекцію, відкриваючи нові зали:
- 1987 року відкрилась зала, присвячена періоду від зародження авіації до першої світової війни;
- 1995 року — зала повітряних куль і дирижаблів;
- 1996 року відкрився павільйон, присвячений Конкорду, де виставився прототип цього надзвукового літака. 2003 році до нього додався Concorde Sierra Delta — єдиний непасажирський варіант Конкорда;
- 2003 року в музеї виставився Боїнг 747 — відвідувачам надана можливість пройти в усі відділення літака, включаючи мотори;
- 2006 року відкрився павільйон, присвячений літальним апаратам другої світової війни;
- 2007 року — новий павільйон, присвячений гелікоптерам;

У першій половині 2008 року музей взяв участь у проведеному французьким міністерством культури експерименті, які тестували безкоштовний вхід в деякі музеї. Відсутність плати за вхід до музею збільшило кількість відвідувачів на 40%, у результаті чого керівництво музею прийняло спільне з міністерством культури рішення про безкоштовність музею з 2009 року.

## Експонати музею
- Antoinette VII
- Blériot XI
- Voisin-Farman No 1
- Santos-Dumont Demoiselle
- Farman Goliath
- Oiseau Blanc

- Dewoitine D.520
- Douglas C-47 Skytrain
- Douglas DC-3
- Focke-Wulf Fw 190
- North American P-51 Mustang
- Republic P-47 Thunderbolt
- Supermarine Spitfire Mk XVI
- Фау-1
- Douglas A-1 Skyraider
- Dassault Ouragan
- Dassault Mirage III
- Dassault Mystère IV
- North American F-86D Sabre
- North American F-100 Super Sabre
- Republic F-84 Thunderjet

- Dassault Balzac V
- Leduc 0.10
- Nord 1500 Griffon
- SNCASO Trident
- Sud-Ouest SO.6000 Triton

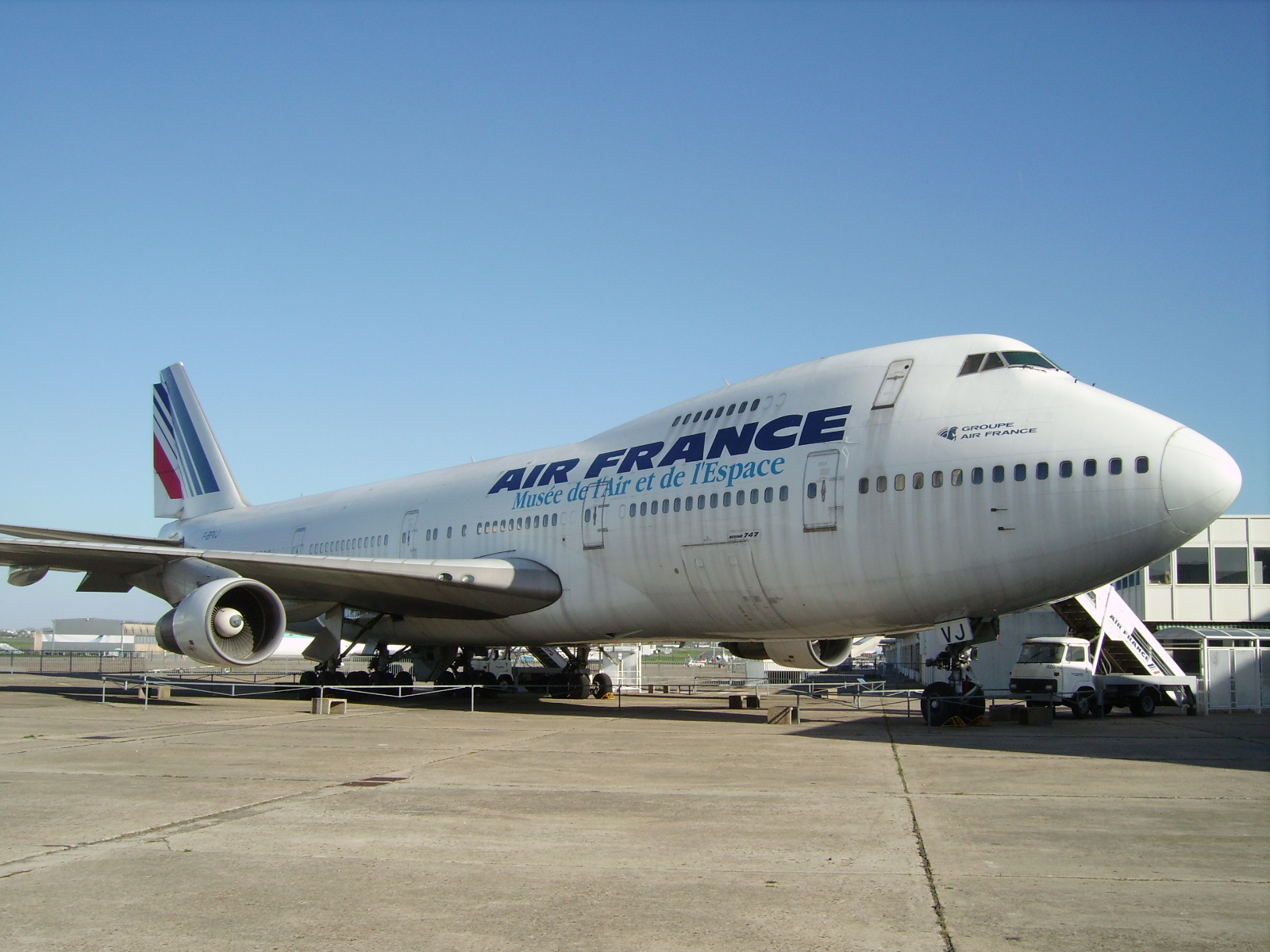
Boeing 747

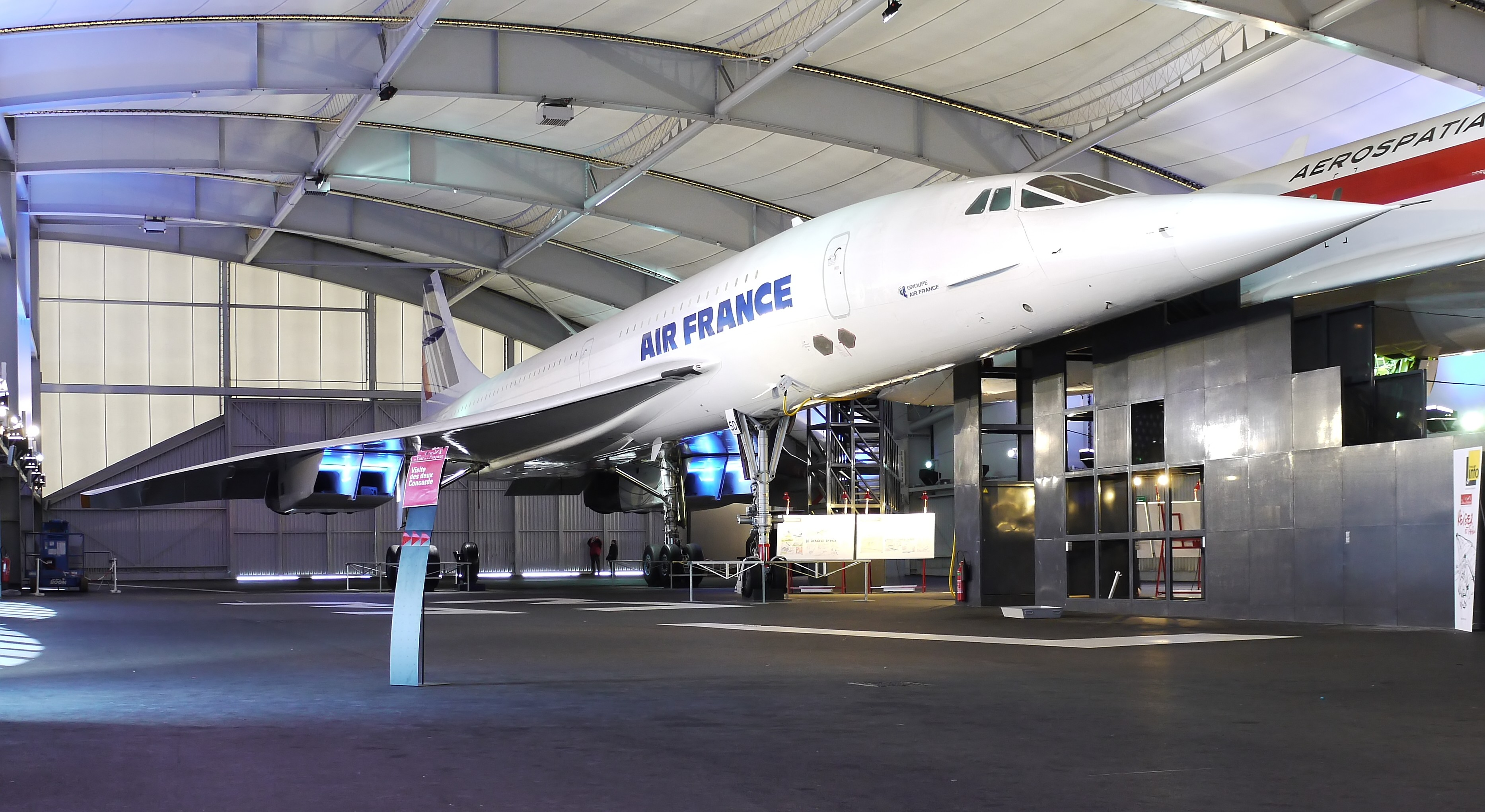
Concorde

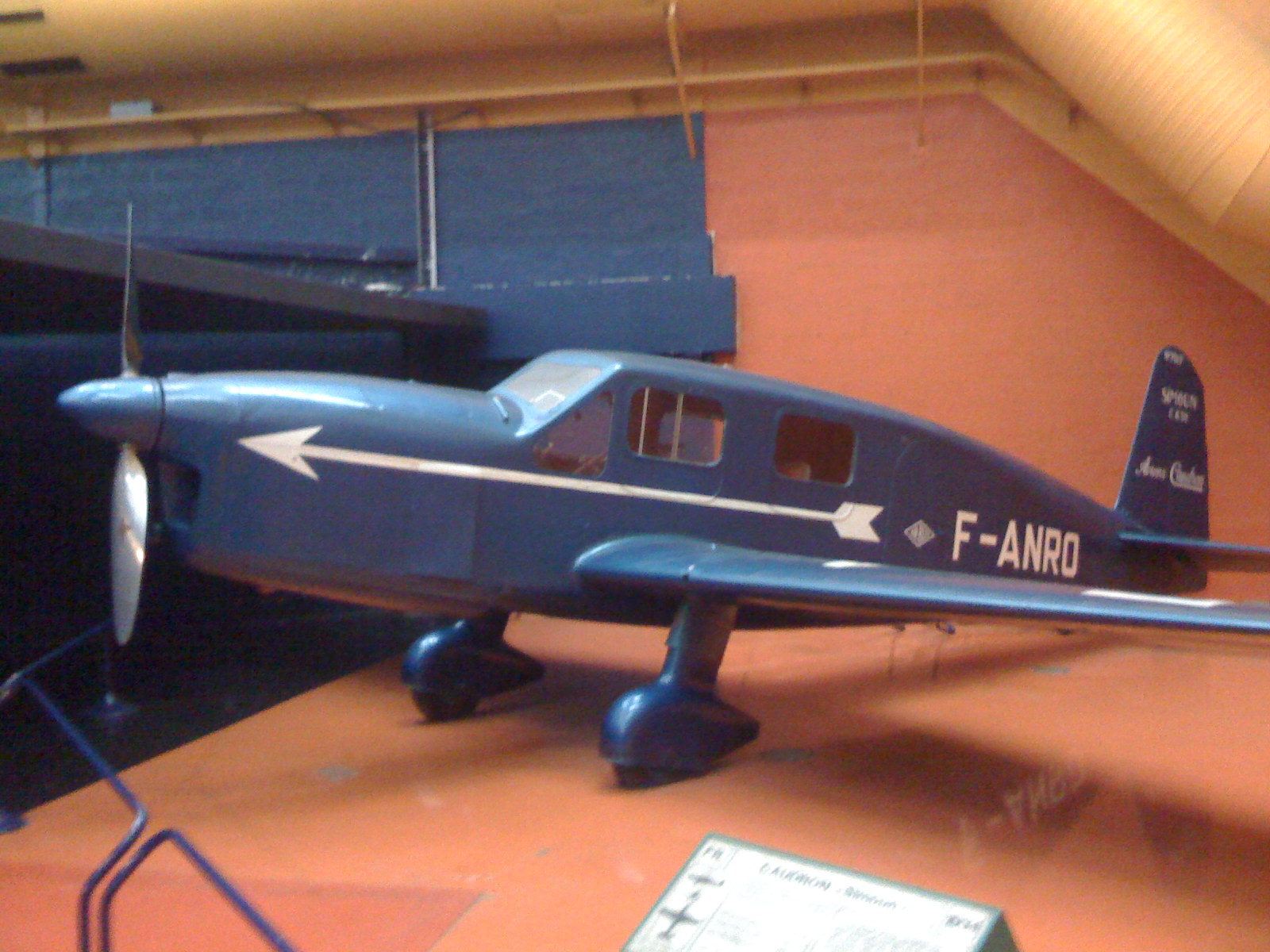
Caudron Simoun

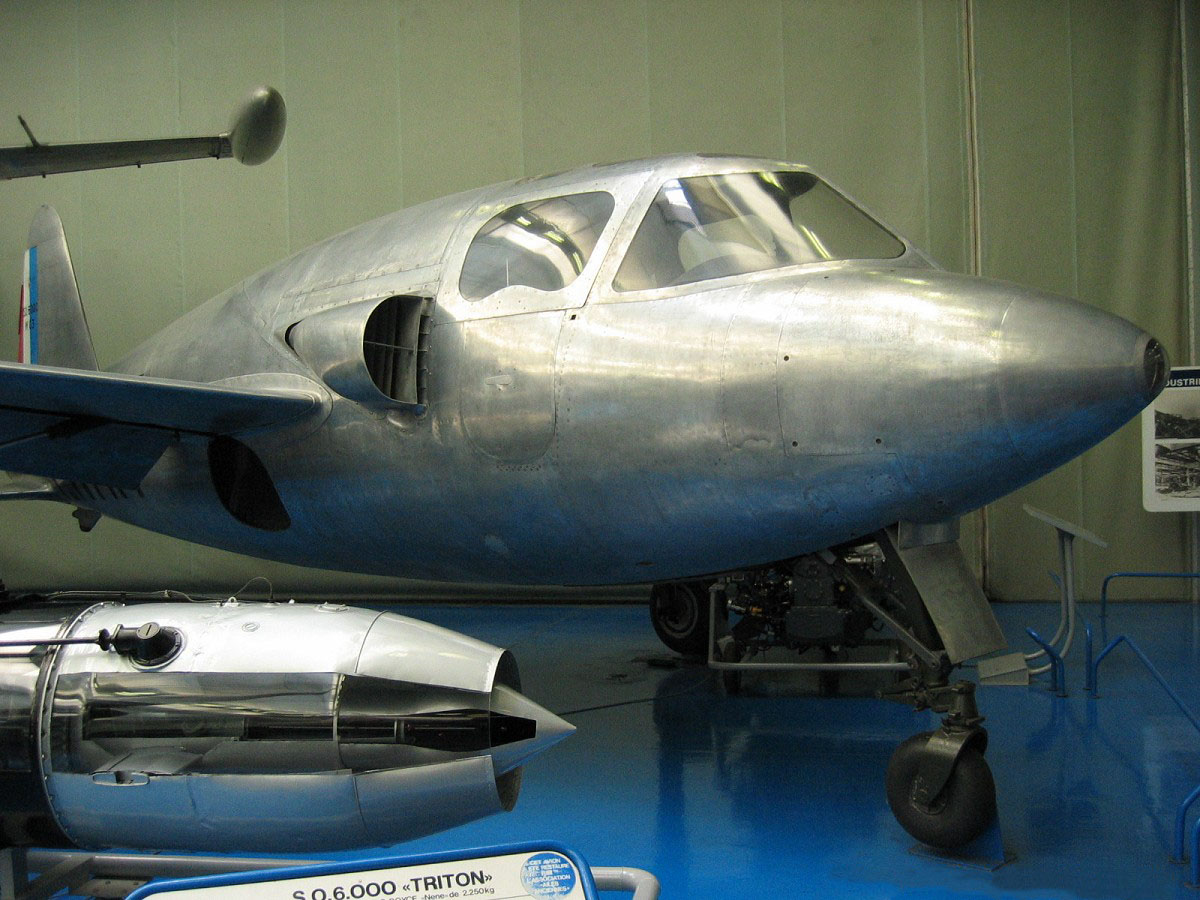
SO.6000 Triton n°3.

- Concorde (F-WTSS, Air France F-BTSD)

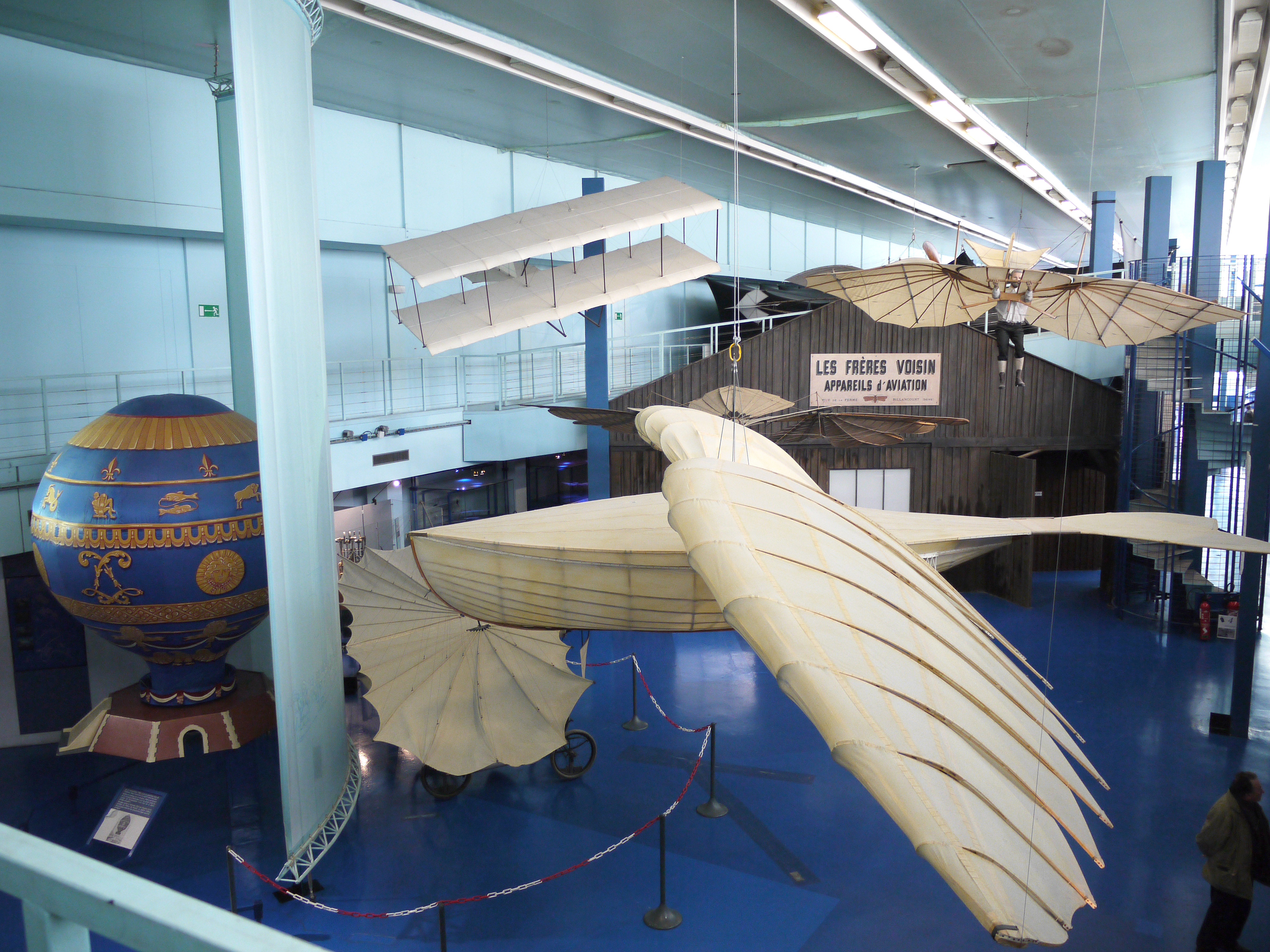
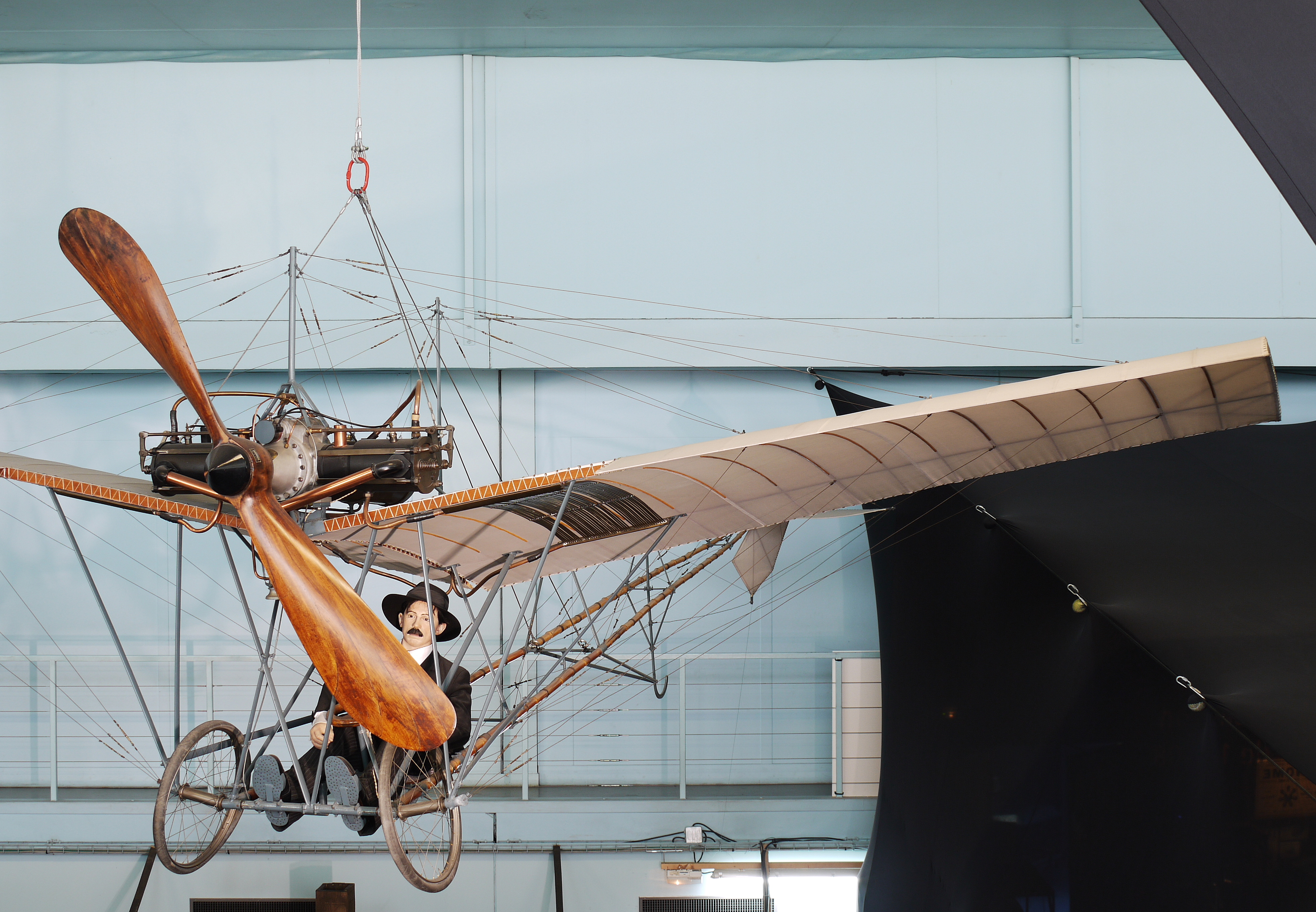
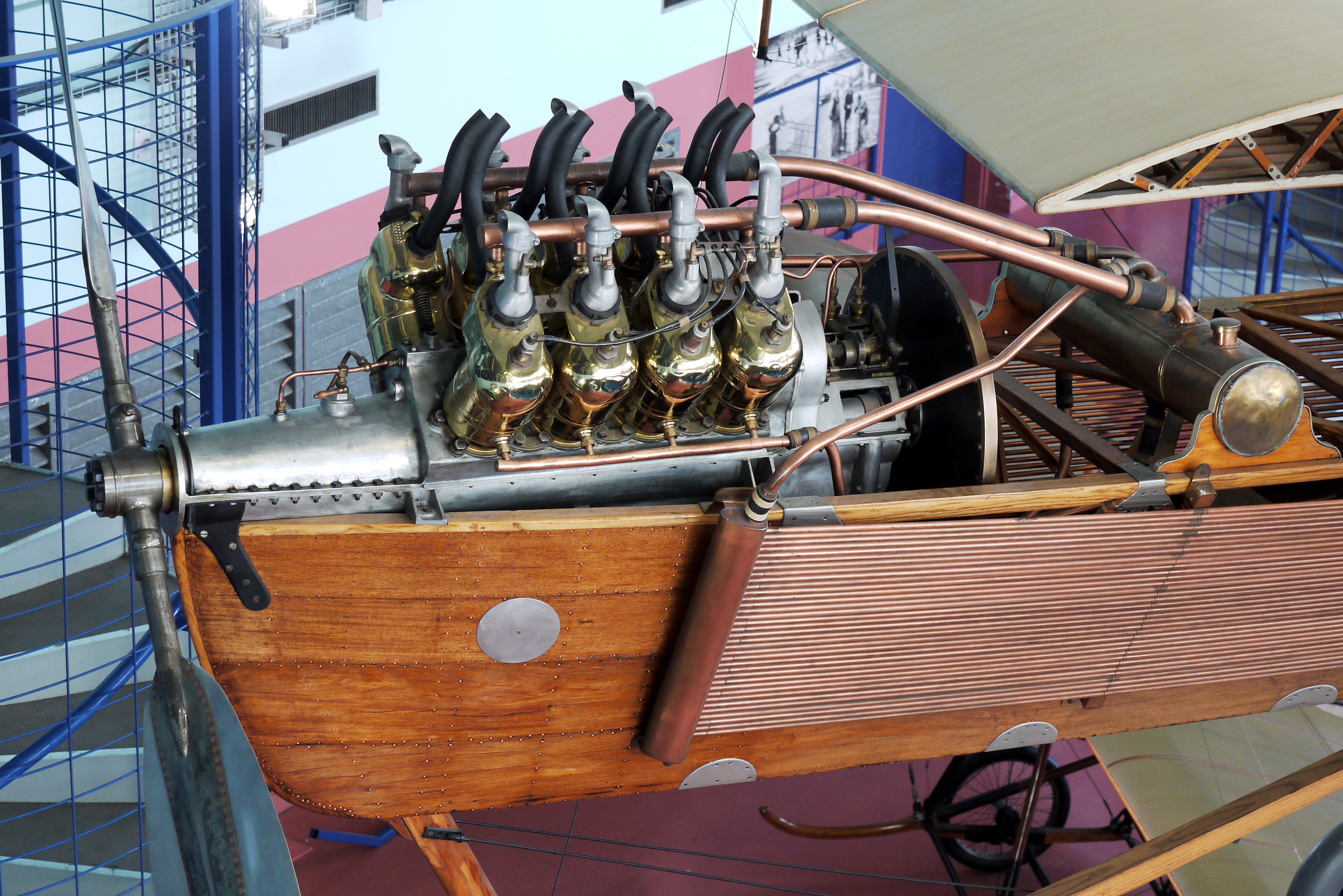
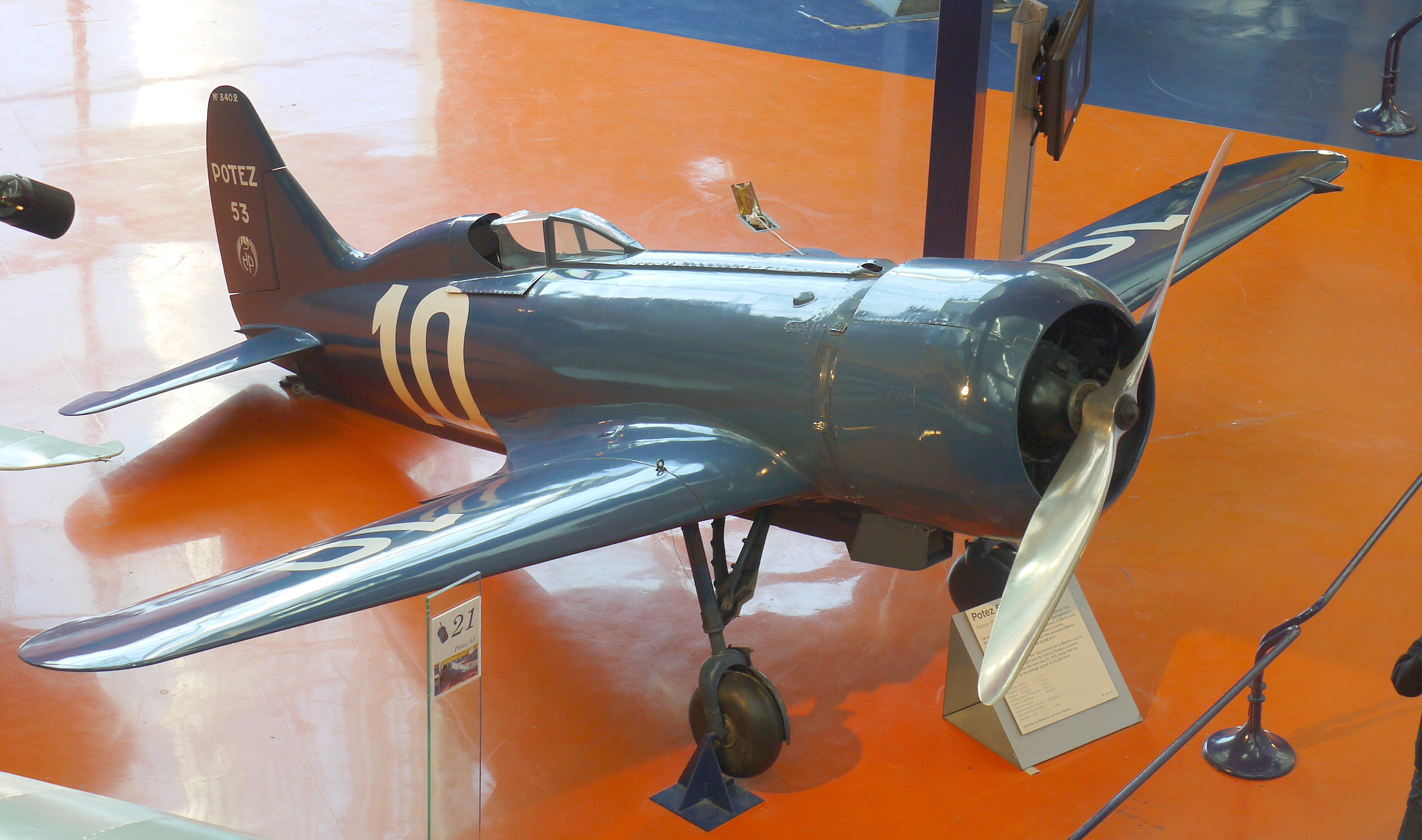
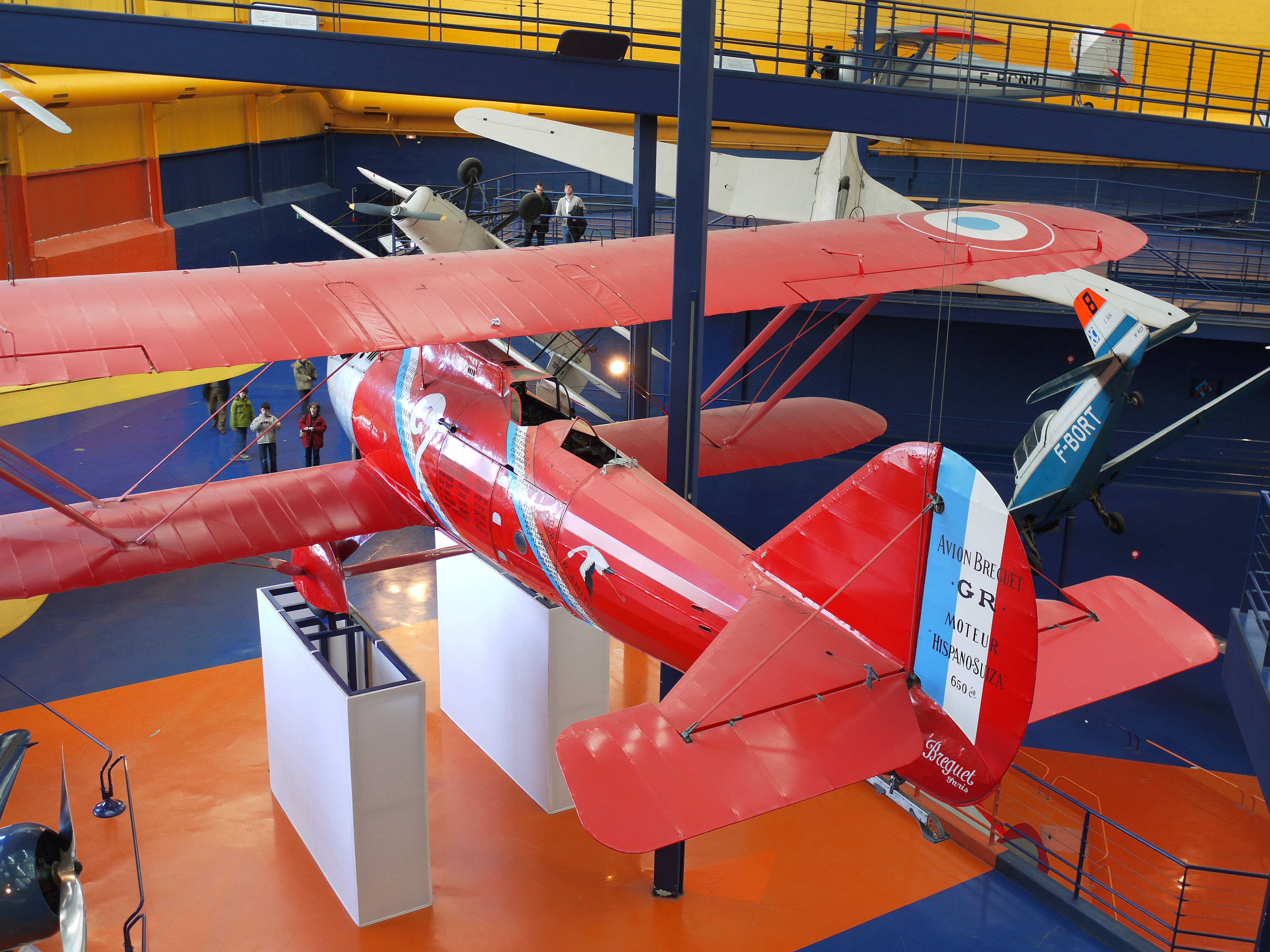
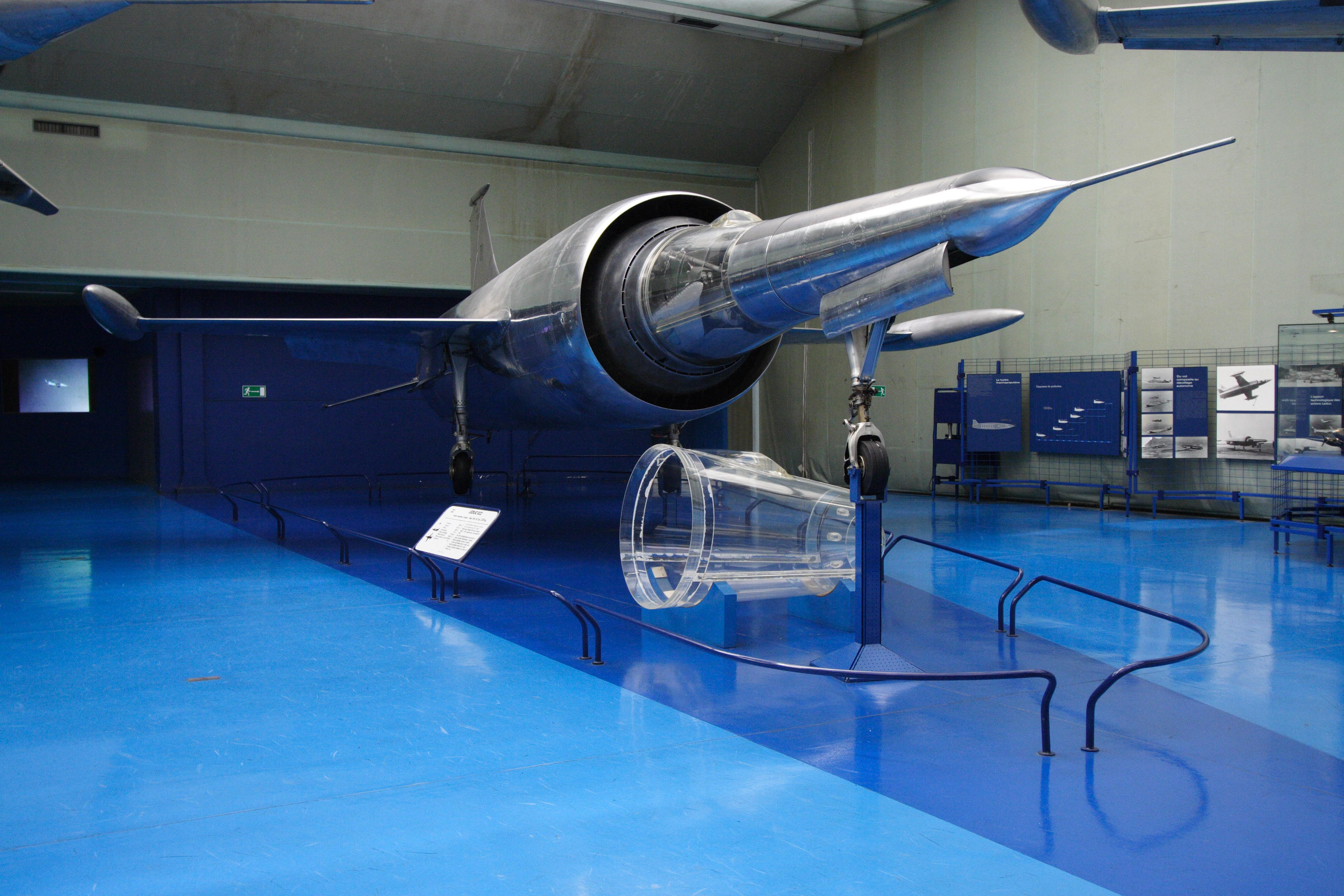
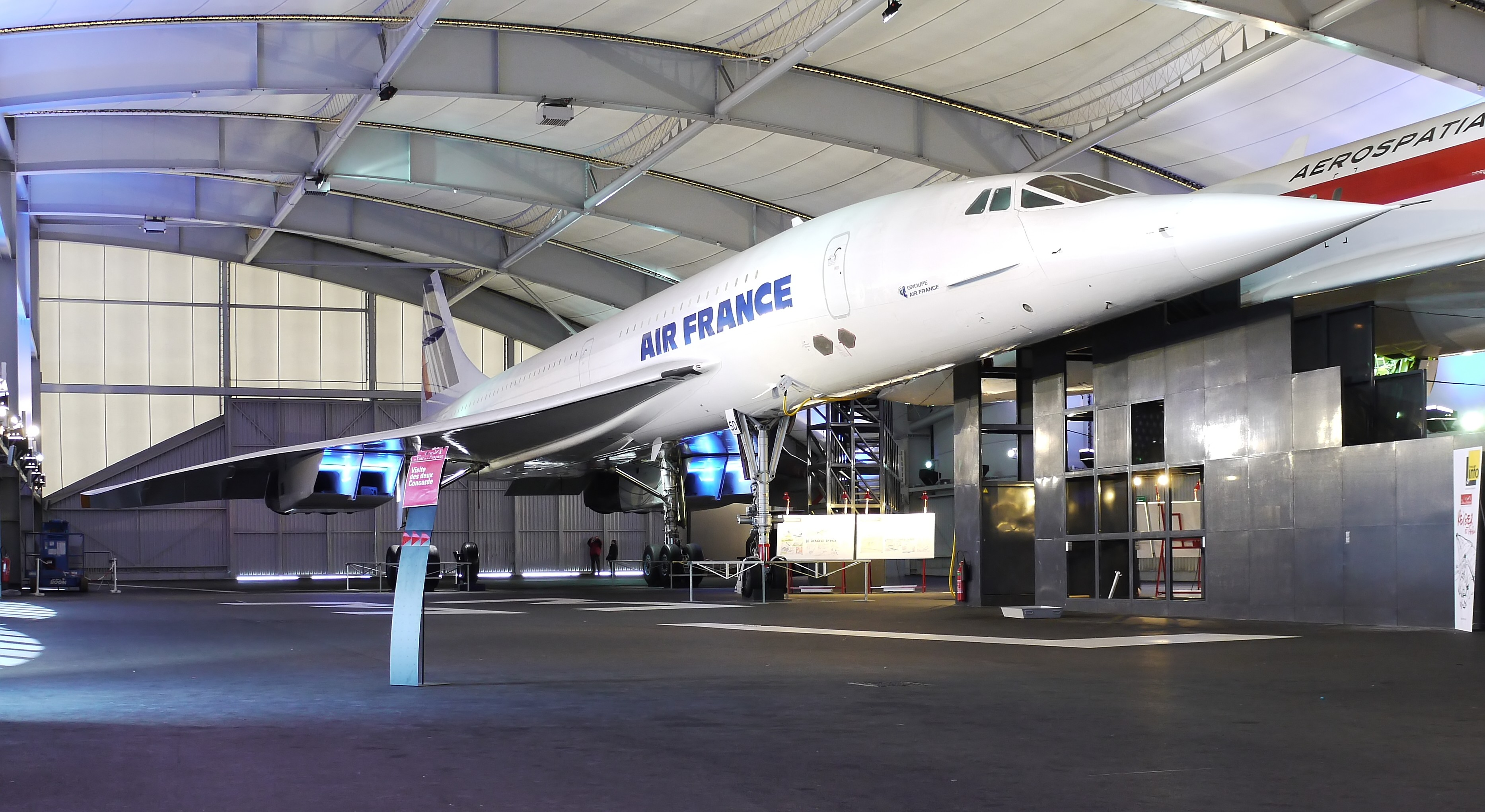
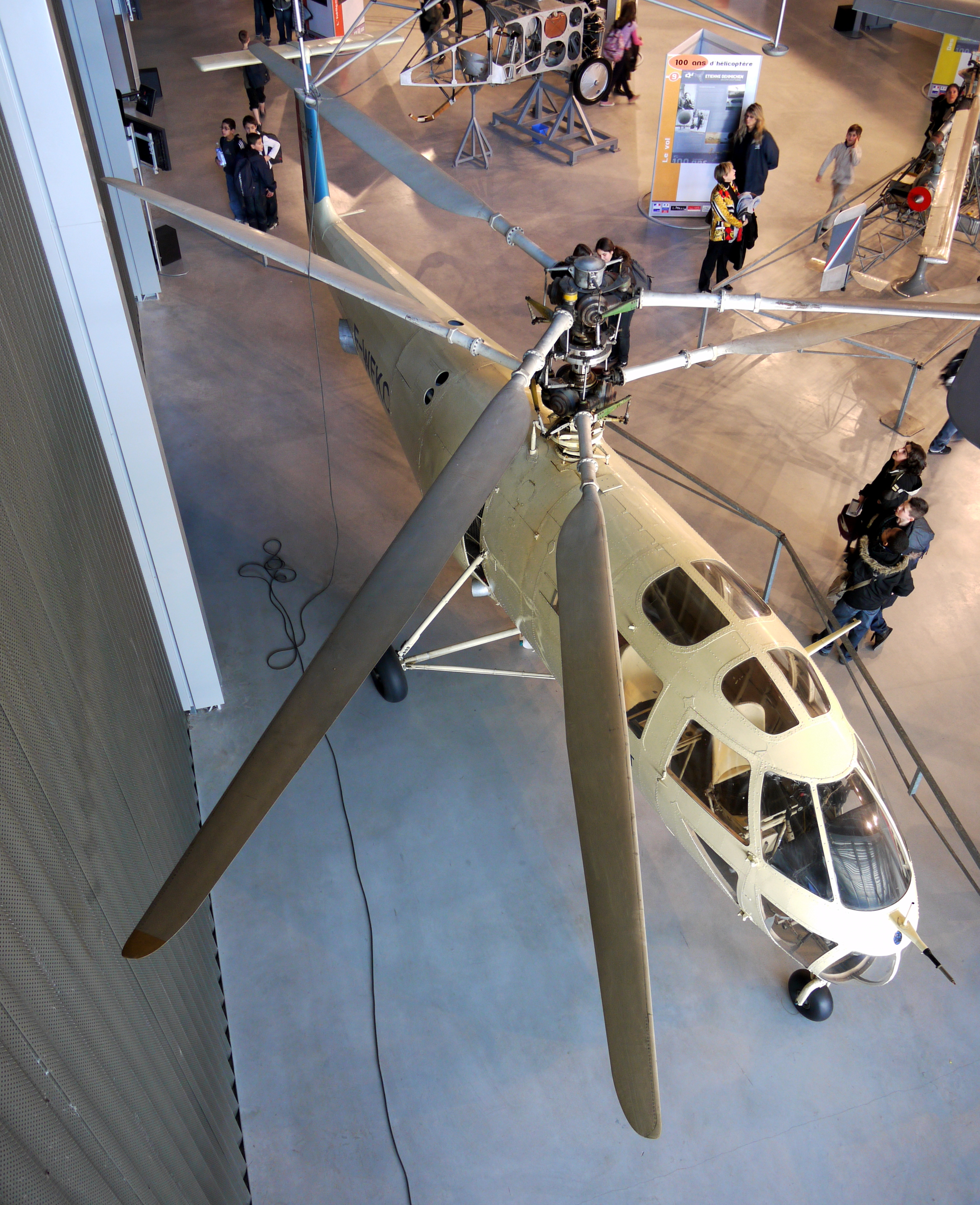
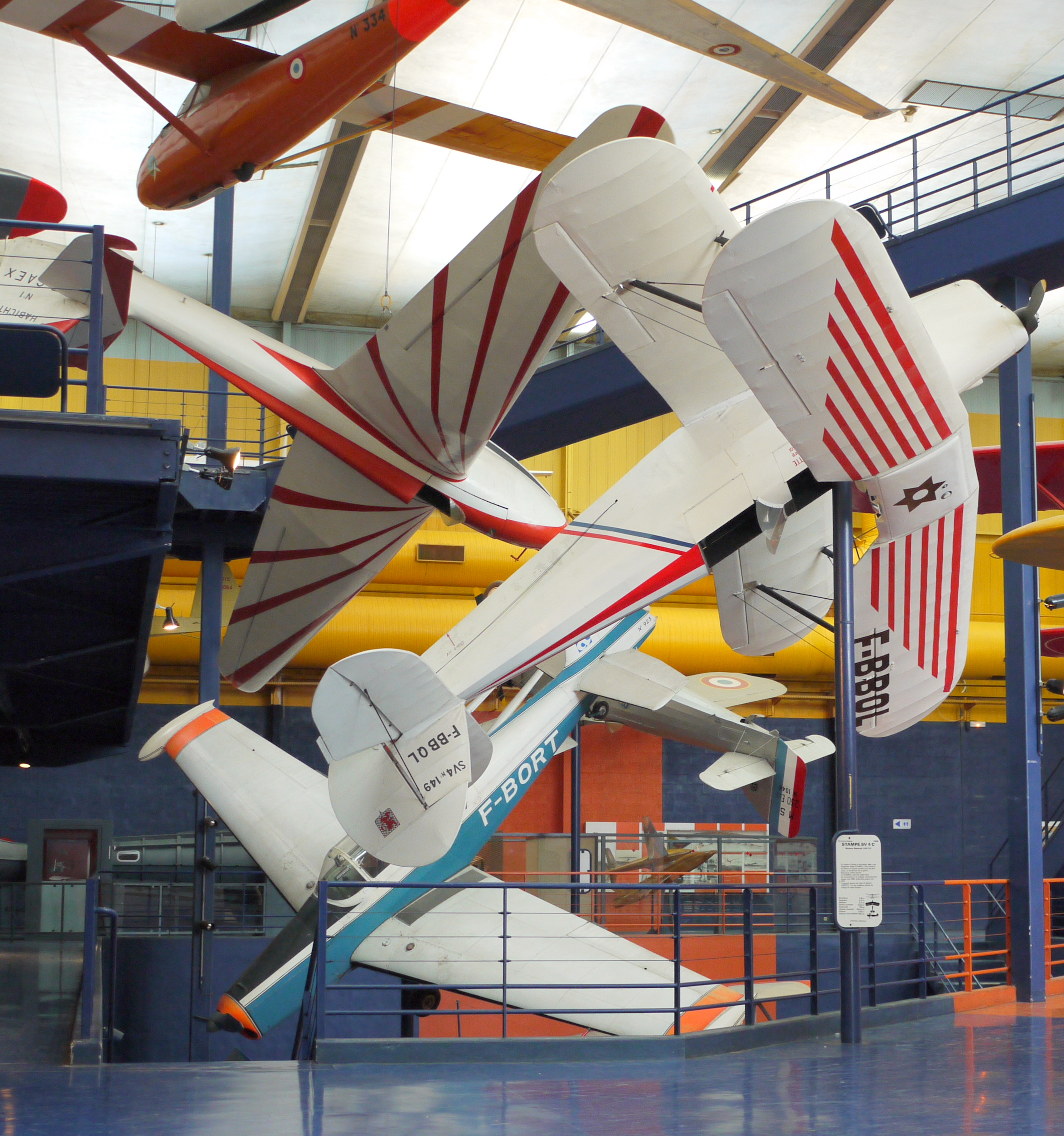

- Dassault Mirage IV
- Dassault Mirage 4000
- Eurocopter X3[4]
- Boeing 747
- Ariane 1
- Ariane 5
- Airbus A380
- DC 8
- Canadair CL-215
- Lockheed P-2 Neptune
- Breguet Atlantic
- Dassault Mercure
- Transall C-160